# Skottek

Skottek är en gård omkring 3 km söder om Ulricehamn som fått sitt namn efter den ek som stod där vid tiden för slaget på Åsundens is 1520. Sten Sture den yngre sägs enligt legenden ha klättat upp i eken för att därifrån få en bättre överblick över danskarnas framryckning. Fienden skulle då ha upptäckt honom och skjutit på honom – därav fick eken sitt namn. Händelsen uppmärksammas av Edvard Bäckström i dikten Herr Stens visa.
Skottek är idag en kombinerad camping och restaurang, och ägs privat. Under flera år ägdes och drevs Skottek som ungdoms- och lägergård av Svenska Missionsförbundet i Ulricehamn. Här har många högtider firats, både offentliga och privata. Särskilt många gäster brukade komma vid midsommar.

## Minnesmärke

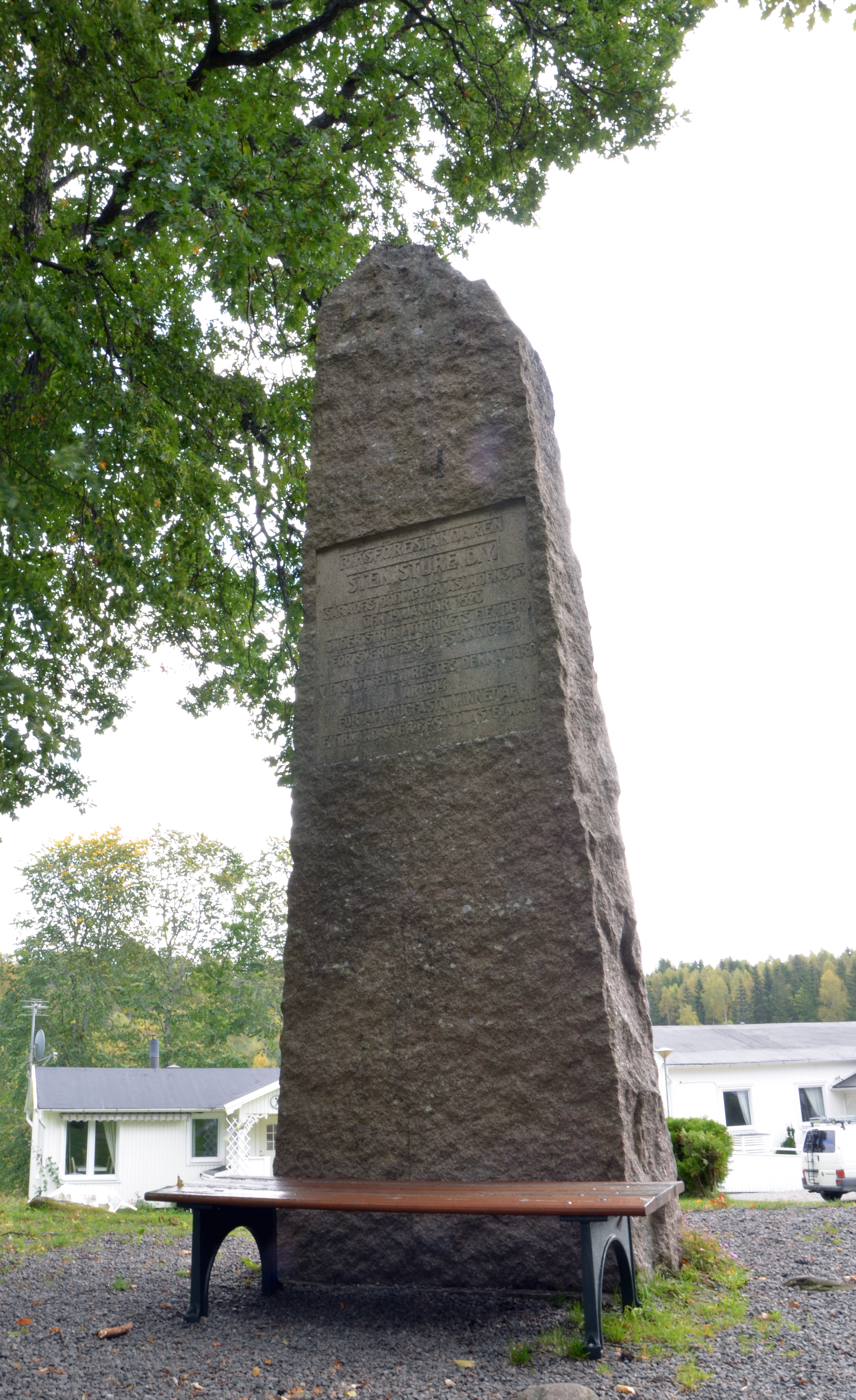
Minnesstenen vid Skottek

Nedanför kursgården Skottek, på platsen där eken ska ha stått, står en minnessten rest som uppmärksammar slaget mot danskarna där Sten Sture sårades dödligt. På den står följande;